# The Nevadan
The Nevadan (bra O Tesouro dos Bandoleiros) é um filme norte-americano de 1950, do gênero faroeste, dirigido por Gordon Douglas e estrelado por Randolph Scott e Dorothy Malone.

## Sinopse
Andrew Barclay, delegado federal sob disfarce, está na pista de 250 mil dólares em ouro roubados por Tom Tanner, que está preso. Andrew faz com que Tanner consiga fugir e o persegue na tentativa de que ele o conduza até o saque. Mas há pedras no caminho, na figura do voraz rancheiro Edward Galt, que também deseja o tesouro. A certa altura, Andrew e Tom unem-se contra o rancheiro, mas naturalmente só um dos dois pode sobreviver no final.

## Elenco
| Ator/Atriz      | Personagem          |
| --------------- | ------------------- |
| Randolph Scott  | Andrew Barclay      |
| Dorothy Malone  | Karen Galt          |
| Forrest Tucker  | Tom Tanner          |
| Frank Faylen    | Jeff                |
| George Macready | Edward Galt         |
| Charles Kemper  | Xerife Dyke Merrick |
| Jeff Corey      | Bart                |
| Tom Powers      | Bill Martin         |
| Jock Mahoney    | Sandy               |